# Боднаровка (Ярмолинецкий район)
Боднаровка (укр. Боднарівка) — село в Ярмолинецком районе Хмельницкой области Украины.
Население по переписи 2001 года составляло 293 человека. Почтовый индекс — 32132. Телефонный код — 3853. Код КОАТУУ — 6825881401.

## Местный совет
32134, Хмельницкая обл., Ярмолинецкий р-н, с. Боднаровка